# Regla de oro del ahorro
En economía, la regla de oro de la tasa de ahorro es la tasa de ahorro que maximiza el nivel del estado estacionario o el crecimiento del consumo, como por ejemplo en el modelo de crecimiento de Solow. Aunque el concepto se puede encontrar en los trabajos de John von Neumann y Maurice Allais, el término se atribuye generalmente a Edmund Phelps, quien escribió en 1961 que la regla de oro "tratar a tus congéneres igual que quisieras ser tratado" podría aplicarse inter-generacionalmente dentro del modelo para llegar a algún tipo de "óptimo".
En el modelo de crecimiento de Solow, un estado estacionario con una tasa de ahorro del 100% implica que todos los ingresos van a la inversión de capital para la producción futura, lo que implica a nivel estacionario que el consumo constante es cero. Una tasa de ahorro del 0% implica que ninguna inversión de capital nuevo se está realizando, por lo que el capital se deprecia sin reemplazo. Esto hace que el estado estacionario sea insostenible, excepto cuando la producción es cero, que a su vez implica un nivel de consumo cero. En algún lugar en medio se encuentra el nivel de ahorro de la "regla de oro", donde la propensión al ahorro es tal que el consumo per-cápita está en su máximo valor constante posible.

## Derivación de la tasa de ahorro de la regla de oro
Los siguientes argumentos se presentan de forma más completa en el capítulo 1 de Barro y Sala-i-Martin y en los textos de Abel et al.
Sea {\displaystyle k} la proporción capital / trabajo (es decir, el capital per cápita), “{\displaystyle y}” será el resultado per cápita de producción {\displaystyle (y=f(k))} y {\displaystyle s} la tasa de ahorro. El estado estacionario se define como una situación en la que la producción per cápita es inmutable, lo que implica que {\displaystyle k} es constante. Esto requiere que la cantidad de producción almacenada sea exactamente lo que se necesita para (1) equipar a cualquier trabajador adicional y (2) reemplazar cualquier capital desgastado.
En el estado estacionario, por lo tanto: {\displaystyle sf(k)=(n+d)k}, donde {\displaystyle n} es la constante exógena de la tasa de crecimiento de la población, y {\displaystyle d} es la tasa exógena constante de las depreciación del capital. Puesto que {\displaystyle n} y {\displaystyle d} son constantes y {\displaystyle f(k)} satisface las condiciones de Inada, esta expresión puede leerse como una ecuación de conexión de {\displaystyle s} y {\displaystyle k} en el estado estacionario: cualquier selección de {\displaystyle s} implica un valor único para {\displaystyle k} (por lo tanto también para {\displaystyle y}) en estado estacionario. Dado que el consumo es proporcional a la producción {\displaystyle (c=(1-s)f(k))}, entonces la selección de un valor para {\displaystyle s} implica un único nivel de estado estacionario del consumo per cápita. De todas las opciones posibles para {\displaystyle s}, se producirá el mayor valor posible del estado estacionario para {\displaystyle c} y se llamara la regla de oro de la tasa de ahorro.
Una cuestión importante para los economistas es si la economía está ahorrando demasiado o demasiado poco. Dada la interconexión de {\displaystyle s} y {\displaystyle k} en el estado estacionario, se ha formulado una pregunta que sería: "¿Cuánto capital por trabajador {\displaystyle (k)} es necesario para alcanzar el nivel máximo de consumo por trabajador en el estado estacionario?"
Para descubrir la relación capital/trabajo óptima, y por lo tanto la tasa de ahorro de la regla de oro, se debe hacer notar que el consumo puede ser visto como la producción residual que queda después de que se prevé la inversión que mantiene el estado estacionario: {\displaystyle c=f(k)-(n+d)k}
Los métodos del cálculo diferencial pueden identificar qué valor de estado estacionario son necesarios para hallar la relación capital-trabajo que maximice el consumo per cápita. La regla de oro es entonces la tasa de ahorro que implica la relación entre s y k en el estado estacionario.
En detalle, si {\displaystyle k^{G}} es el nivel constante y estacionario de la regla de oro de {\displaystyle k}, entonces {\displaystyle k=k^{G}} requiere {\displaystyle dc/dk=0}, es decir, {\displaystyle df/dk-(n+d)=0}
{\displaystyle {\mbox{ Regla de oro para la relación capital / trabajo:  }}{\frac {df}{dk}}=(n+d)}
Las condiciones de Inada garantizan que esta norma se satisface con un único {\displaystyle k=k^{G}} y por lo tanto produce una única {\displaystyle y^{G}=f(kG)}. Como el estado estacionario requiere un determinado nivel de inversión (ej. la producción almacenada:  {\displaystyle i^{G}=(n+d)k^{G}}), entonces la regla de oro de la tasa de ahorro debe ser lo que se requiere para generar esto;
{\displaystyle {\mbox{ Regla de oro de la tasa de ahorro:  }}s^{G}={\frac {(n+d)k^{G}}{f(k^{G})}}}
Teniendo en cuenta la regla para un {\displaystyle k} óptimo, esto también se puede expresar como
{\displaystyle {\mbox{ Regla de oro de la tasa de ahorro:  }}s^{G}={\frac {mpk^{G}}{apk^{G}}}}
en el que {\displaystyle pmk^{G}} es el producto marginal del capital {\displaystyle (df(k)/kd)} en el valor óptimo de {\displaystyle k} y {\displaystyle kp^{G}} es el promedio del producto correspondiente al capital {\displaystyle (f(k)/k)}
Los valores reales de  {\displaystyle k^{G}}, {\displaystyle y^{G}}, {\displaystyle apk^{G}}, y {\displaystyle s^{G}} dependen de la especificación precisa de la función de producción {\displaystyle f(k)}. Por ejemplo, una función de tipo Cobb-Douglas con rendimientos constantes a escala será igual a  {\displaystyle y=f(k)=k^{a}}, por lo tanto, {\displaystyle apk=k^{(a-1)}} y {\displaystyle mpk=ak^{(a-1)}}. Esto da  {\displaystyle s^{G}=a} y por lo tanto {\displaystyle k^{G}=(a/(n+d))^{1/(1-a)}}, {\displaystyle y^{G}=(a/(n+d))^{a/(1-a)}}.

## Políticas que pueden cambiar la tasa de ahorro
Distintas políticas económicas pueden tener un efecto sobre la tasa de ahorro y obtener información acerca de si una economía está ahorrando poco o demasiado; a su vez puede ser usada para acercarse al nivel de la Regla de oro de los ahorros. Los impuestos al consumo, por ejemplo, pueden reducir el nivel de consumo y aumentar la tasa de ahorro, mientras que los impuestos a las ganancias de capital pueden reducir la tasa de ahorro. Estas políticas son a menudo conocidas como incentivos para el ahorro en el mundo occidental, donde se estima que la tasa de ahorro que prevalece es "muy baja" (por debajo de la tasa de la Regla de Oro), y los incentivos al consumo son comunes en países como Japón, donde la demanda es considerada demasiado débil debido a que la tasa de ahorro es "demasiado alta" (por encima de la Regla de Oro).

### El ahorro privado y público
Las altas tasas de ahorro privado en Japón se ven compensadas por su elevada deuda pública. Una aproximación sencilla de ello es que el Gobierno japonés ha pedido prestado el 100% del PIB a sus propios ciudadanos, respaldado sólo en la promesa del pago de impuestos en el futuro. Esto no conduce necesariamente a la formación de capital a través de la inversión (por ejemplo, si los ingresos procedentes de las ventas de bonos se gastan en el consumo del gobierno en lugar del desarrollo de la infraestructura).

### Impuestos de la regla de oro dentro de los modelos económicos
Si se espera que el impuesto sobre las tasas de consumo sea permanente, entonces es difícil conciliar la hipótesis común de que el aumento de las tasas desalientan el consumo con expectativas racionales (ya que el propósito final del ahorro es el consumo. Sin embargo, los impuestos al consumo tienden a variar (por ejemplo, con los cambios en el gobierno o el movimiento entre los países), y se espera que los impuestos al consumo tiendan a desaparecer en algún momento en el futuro, creando un mayor incentivo para el ahorro. El nivel eficiente de los impuestos al capital en el estado estacionario ha sido estudiado en el contexto de un modelo de equilibrio general y Judd (1985) ha demostrado que el tipo impositivo óptimo es cero. Sin embargo, Chamley (1986) dice que para alcanzar el estado estacionario (en el corto plazo) un alto impuesto sobre ingresos de capital es una fuente de ingresos eficiente.